# Kaczmarskie
Kaczmarskie – część wsi Nienaszów położona w Polsce, w województwie podkarpackim, w powiecie jasielskim, w gminie Nowy Żmigród.

W latach 1975–1998 Kaczmarskie administracyjnie należało do województwa krośnieńskiego.